# Fluor 18
table
Le fluor 18, noté 18F, est l'isotope du fluor dont le nombre de masse est égal à 18 : son noyau atomique compte 9 protons et 9 neutrons avec un spin 1+ pour une masse atomique de 18,000 937 g/mol. Il est caractérisé par un excès de masse de 873 keV et une énergie de liaison nucléaire par nucléon de 7 631,6 keV. Un gramme de fluor 18 présente une radioactivité de 3,52 × 1018 Bq avec des positons de 634 keV et des photons γ de 511 keV.
Sa désintégration radioactive donne de l'oxygène 18. Elle se fait dans 97 % des cas par désintégration β+ avec une énergie de désintégration de 633,5 keV et dans 3 % des cas par capture électronique, avec une énergie de désintégration de 1 655,5 keV. Sa période radioactive globale est de 109,77 minutes (un peu moins d'1 h 50 min).

## Utilisation en médecine nucléaire
Intégré dans une molécule de glucose où il remplace un groupe hydroxyle pour former du fluorodésoxyglucose (18F), noté 18F-FDG, le 18F est utilisé en médecine nucléaire pour l'imagerie par tomographie à émission de positon (TEP).

Molécule de 18F-FDG.